# Liga LEB Oro 2013-2014
La Liga LEB Oro 2013-2014 è stata la 58ª edizione della seconda divisione spagnola di pallacanestro maschile. La 7ª edizione con il nome LEB Oro.

## Squadre partecipanti
| Squadra                              | Città            | Regione          |
| ------------------------------------ | ---------------- | ---------------- |
| Club Melilla Baloncesto              | Melilla          | Melilla          |
| Ribeira Sacra Breogán Lugo           | Lugo             | Galizia          |
| Ford Burgos                          | Burgos           | Castiglia e León |
| Quesos Cerrato Palencia              | Palencia         | Castiglia e León |
| Peñas Huesca                         | Huesca           | Aragona          |
| Planasa Navarra                      | Pamplona         | Navarra          |
| Força Lleida                         | Lleida           | Catalogna        |
| Cocinas.com                          | Logroño          | La Rioja         |
| River Andorra MoraBanc               | Andorra la Vella | Andorra          |
| Ourense Termal                       | Ourense          | Galizia          |
| Barcelona B                          | Barcellona       | Catalogna        |
| Leyma Natura Básquet Coruña          | La Coruña        | Galizia          |
| Unión Financiera Baloncesto Oviedo   | Oviedo           | Asturie          |
| Instituto Fertilidad Clínicas Rincón | Malaga           | Andalusia        |

## Classifica finale
| #  | Teams                                | P  | V  | P  | PF   | PS   | Pt | Qualificate   |
| -- | ------------------------------------ | -- | -- | -- | ---- | ---- | -- | ------------- |
| 1  | River Andorra MoraBanc               | 26 | 21 | 5  | 2207 | 1907 | 47 | Promozione    |
| 2  | Quesos Cerrato Palencia              | 26 | 20 | 6  | 1918 | 1773 | 46 | Playoff       |
| 3  | Ford Burgos                          | 26 | 19 | 7  | 2086 | 1869 | 45 | Playoff       |
| 4  | Ribeira Sacra Breogán Lugo           | 26 | 18 | 8  | 1973 | 1819 | 44 | Playoff       |
| 5  | Leyma Natura Básquet Coruña          | 26 | 14 | 12 | 1895 | 1895 | 40 | Playoff       |
| 6  | Unión Financiera Baloncesto Oviedo   | 26 | 14 | 12 | 2038 | 2035 | 40 | Playoff       |
| 7  | Peñas Huesca                         | 26 | 13 | 13 | 1874 | 1842 | 39 | Playoff       |
| 8  | Cocinas.com                          | 26 | 13 | 13 | 1962 | 1997 | 39 | Playoff       |
| 9  | Instituto Fertilidad Clínicas Rincón | 26 | 11 | 15 | 1814 | 1878 | 37 | Playoff       |
| 10 | Força Lleida                         | 26 | 11 | 15 | 1970 | 1988 | 37 |               |
| 11 | Melilla Baloncesto                   | 26 | 10 | 16 | 1880 | 1942 | 36 |               |
| 12 | Ourense Termal                       | 26 | 8  | 18 | 1811 | 1906 | 34 |               |
| 13 | Barcelona Regal B                    | 26 | 5  | 21 | 1702 | 1977 | 31 | Retrocessione |
| 14 | Planasa Navarra                      | 26 | 5  | 21 | 1789 | 2091 | 31 | Retrocessione |

## Copa Príncipe de Asturias
Alla fine del girone di andata, le prime due squadre classificate si sfidano per la Copa Príncipe de Asturias in casa della vincitrice del girone di andata. Il vincitore della coppa giocherà gli eventuali play-off con il miglior posizionamento se terminerà la stagione tra la seconda e la quinta posizione. La Coppa è stata disputata il 31 gennaio. 

### Squadre qualificate
| # | Squadre                 | G  | V  | P | PF   | PS  | Pt |
| - | ----------------------- | -- | -- | - | ---- | --- | -- |
| 1 | River Andorra MoraBanc  | 13 | 10 | 3 | 1100 | 938 | 23 |
| 2 | Quesos Cerrato Palencia | 13 | 10 | 3 | 952  | 839 | 23 |

### Partita
| Arbitri: | Morales Ruiz Pazos Pazos González Zumajo |

| |            | |
| Blanch, E. Sánchez 16 | Punti      | 19 Otegui                                                                                                |
| Navarro 3 | Assist     | 2 Rejón                                                                                                  |
| Trias 20 | Rimbalzi   | 8 Otegui, Rejón                                                                                          |
| 8 Trias• 11 E. Sánchez• 14 Navarro• 15 P. Sánchez• 21 Green 10 Hampl• 17 Fernández• 24 Colom• 31 Blanch• 44 Zengotitabengoa | Formazioni | 8 Bravo• 13 Forcada• 16 Rejón• 21 Feliu• 24 Moncasi 4 Abouo• 10 Otegui• 11 Garrido• 19 Llado• 20 Barbour |
| Joan Peñarroya | Allenatori | Natxo Lezkano                                                                                            |

## Playoffs
|  | Quarti di finale | Quarti di finale | Quarti di finale | Quarti di finale | Quarti di finale |    |               | Semifinali | Semifinali | Semifinali | Semifinali | Semifinali | Semifinali | Semifinali |  |  | Finale | Finale   | Finale | Finale | Finale | Finale | Finale |
|  |                  |                  |                  |                  |                  |    |               |            |            |            |            |            |            |            |  |  |        |          |        |        |        |        |        |
|  | 2                | Palencia         | 62               | 74               |                  |    |               |            |            |            |            |            |            |            |  |  |        |          |        |        |        |        |        |
|  | 9                | Axarquía         | 61               | 60               |                  |    |               |            |            |            |            |            |            |            |  |  |        |          |        |        |        |        |        |
|  | 9                | Axarquía         | 61               | 60               |                  | 2  | Palencia      | 87         | 69         | 76         | 63         |            |            |            |  |  |        |          |        |        |        |        |        |
|  |                  |                  |                  |                  |                  | 2  | Palencia      | 87         | 69         | 76         | 63         |            |            |            |  |  |        |          |        |        |        |        |        |
|  |                  | 6                | Oviedo           | 47               | 65               | 79 | 51            |            |            |            |            |            |            |            |  |  |        |          |        |        |        |        |        |
|  | 5                | 6                | Oviedo           | 47               | 65               | 79 | 51            | Coruña     | 64         | 67         |            |            |            |            |  |  |        |          |        |        |        |        |        |
|  | 5                |                  |                  |                  |                  |    |               | Coruña     | 64         | 67         |            |            |            |            |  |  |        |          |        |        |        |        |        |
|  | 6                | Oviedo           | 70               | 76               |                  |    |               |            |            |            |            |            |            |            |  |  |        |          |        |        |        |        |        |
|  |                  |                  |                  |                  |                  |    |               |            |            |            |            |            |            |            |  |  | 2      | Palencia | 77     | 64     | 64     | 60     |        |
|  |                  |                  | 3                | Tizona Burgos    | 62               | 69 | 73            | 78         |            |            |            |            |            |            |  |  |        |          |        |        |        |        |        |
|  | 3                | Tizona Burgos    | 91               | 84               |                  |    |               |            |            |            |            |            |            |            |  |  |        |          |        |        |        |        |        |
|  | 8                | Clavijo          | 70               | 70               |                  |    |               |            |            |            |            |            |            |            |  |  |        |          |        |        |        |        |        |
|  | 8                | Clavijo          | 70               | 70               |                  | 3  | Tizona Burgos | 68         | 94         | 80         |            |            |            |            |  |  |        |          |        |        |        |        |        |
|  |                  |                  |                  |                  |                  | 3  | Tizona Burgos | 68         | 94         | 80         |            |            |            |            |  |  |        |          |        |        |        |        |        |
|  |                  | 4                | Breogán          | 64               | 54               | 58 |               |            |            |            |            |            |            |            |  |  |        |          |        |        |        |        |        |
|  | 4                | 4                | Breogán          | 64               | 54               | 58 | Breogán       | 69         | 65         | 80         |            |            |            |            |  |  |        |          |        |        |        |        |        |
|  | 4                |                  |                  |                  |                  |    | Breogán       | 69         | 65         | 80         |            |            |            |            |  |  |        |          |        |        |        |        |        |
|  | 7                | Peñas Huesca     | 64               | 73               | 66               |    |               |            |            |            |            |            |            |            |  |  |        |          |        |        |        |        |        |

## Verdetti
- Promozioni in Liga ACB: River Andorra MoraBanc e Ford Burgos
- Retrocessioni in LEB Plata: Barcelona Regal B e Planasa Navarra